# Agamopus lampros
Agamopus lampros là một loài bọ cánh cứng trong họ Bọ hung (Scarabaeidae).